# 마드리드의 구

마드리드의 구. 숫자는 각 구의 번호에 대응한다.

마드리드의 구(스페인어: Distritos 디스트리토스[*])는 21개가 있으며, 128개의 지역(barrio 바리오[*])로 이루어져 있다.

## 구 목록
| 1. 센트로           |
| 2. 아르간수엘라     |
| 3. 레티로           |
| 4. 살라망카         |
| 5. 차마르틴         |
| 6. 테투안           |
| 7. 참베리           |
| 8. 푸엥카랄엘파르도 |
| 9. 몽클로아아라바카 |
| 10. 라티나          |
| 11. 카라반첼        |

| 12. 우세라             |
| 13. 푸엔테데바예카스   |
| 14. 모라탈라스         |
| 15. 시우다드리네알     |
| 16. 오르탈레사         |
| 17. 비야베르데         |
| 18. 비야데바예카스     |
| 19. 비칼바로           |
| 20. 산블라스카니예하스 |
| 21. 바라하스           |